# Памятник Ф. Э. Дзержинскому (Дзержинск, Нижегородская область)
Памятник Ф. Э. Дзержинскому — скульптура революционера и основателя ВЧК, Феликса Дзержинского, расположенная на  площади Дзержинского — главной площади Дзержинска Нижегородской области.
Именно с этой площади началась застройка города. Лесорубы расчистили место под будущую площадь, а на митинге 7 ноября 1929 года был заложен первый камень города.
Архитектурное оформление площади выполнено архитектором А. Ф. Кусакиным. В сквере, где расположен памятник, растут липы — в два ряда по 11 штук в каждом. Периметр сквера оформлен по кругу колючим кустарником — спиреей ильмолистной. Перед памятником разбита клумба.

## Авторы проекта
- Скульптор: С. Д. Меркуров.
- Архитектор: А. Ф. Кусакин.

## История создания
В 1946 году, в день двадцатой годовщины смерти Ф. Э. Дзержинского, Дзержинский Совет депутатов трудящихся принял решение о создании монументального памятника.
7 ноября 1948 года на торжественном митинге памятник был открыт.

## Описание памятника
Выполнен из кованой бронзы на гранитном постаменте. Дзержинский изображён с решительным волевым лицом, в полный рост, одетым в длинную, до пят шинель, в едва заметном, сдержанном движении вперёд.